# Kanton (Bolivia)
Een kanton (cantón) is een bestuurlijke eenheid in Bolivia van de vijfde orde, na de staat, de departementen, de provincies en de gemeenten. Ieder kanton is weer onderverdeeld in onderkantons. Het zevende bestuurlijke niveau zijn de localidades (dorpen).
Bolivia heeft in totaal 1374 kantons.